# Yvesia madagascariensis
Genre
Espèce
Yvesia madagascariensis est une espèce de plantes monocotylédones de la famille des Poaceae, sous-famille des Poaceae, endémique de Madagascar.
C'est l'unique espèce du genre Yvesia (genre monotypique).

## Taxinomie
l'espèce Yvesia madagascariensis a été décrite par la botaniste française, Aimée Antoinette Camus, et publiée dans le Bulletin de la société botanique de France (73: 690, f. 1.) en 1927,.
Étymologie
Le nom générique « Yvesia » est un hommage au botaniste et agrostologue français, Alfred Marie Augustine Saint-Yves.
L'épithète spécifique « madagascariensis » est un terme de latin botanique qui fait référence à Madagascar, région d'origine de la plante.